# Dřípovičník zpeřený
Dřípovičník zpeřený (Schistostega pennata) je druh mechu vyznačující se typickým, smaragdově zeleným světélkováním ve tmě. Tento druh je zároveň jediným zástupcem rodu dřípovičník i čeledi dřípovičníkovité.

## Popis
Druh tvoří drobné, 4–8 mm vysoké, světlé rostlinky rostoucí ve volných trsech. Samčí i samičí rostliny vyrůstají ze stejného prvoklíčku.
Listy vzájemně proti sobě rozprostřené do dvou řad, 0,7 – 1,2 mm dlouhé, na konci zašpičatělé.
Nevětvené lodyžky jsou až 1 cm vysoké, vzpřímené, nejprve zelené, později nabývají červenohnědého odstínu.
Tobolka 0,5 mm velká, vejcovitého tvaru. Spory kulovité, svou lepkavostí uzpůsobeny k šíření přichycením na srst zvířat.
V epidermu prvoklíčků přítomné čočkovité buňky svým tvarem uzpůsobeny pro sběr světla i ve velmi tmavém prostředí.

## Ekologie
Dřípovičník preferuje středně vlhké minerální půdy na stanovištích s minimálním přístupem světla, kterými jsou např. převrácené kořeny stromů, vchody do zvířecích nor a jeskyní.

## Výskyt
Tento bryofyt se v Česku poměrně běžně vyskytuje roztroušeně od pahorkatin až do hor, kde je častější a vystupuje až k horní hranici lesa, zcela výjimečně roste i v nižších polohách (okolí Prahy) a v inverzních údolích (Labské pískovce).
Obecně je druh rozšířený v mírných oblastech severní polokoule. V rámci Evropy roste roztroušeně, dále byl pozorován na Sibiři, v Japonsku, Číně a Severní Americe.

## Světélkování

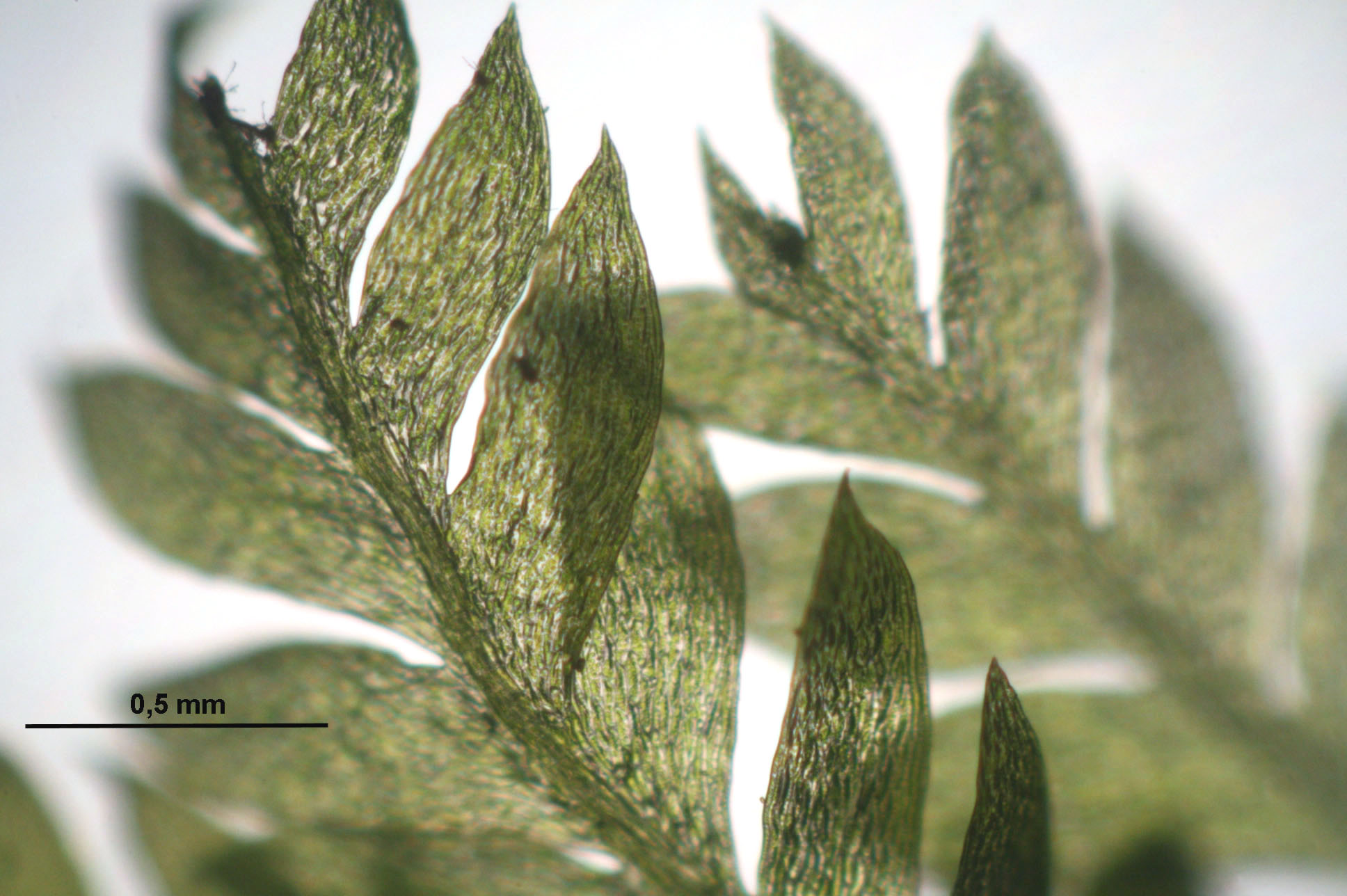
Detail listu

Povrchové buňky prvoklíčků Dřípovičníku zpeřeného jsou pro maximalizaci příjmu záření uzpůsobeny svým tvarem. Ze svrchní strany jsou vypouklé, opačná strana se zužuje na kužel, do jehož špičky jsou soustředěny veškeré chloroplasty. Buňky, nabývající tvaru optické čočky, jsou díky tomuto tvaru schopny zachytit i sebemenší kvantum světla, které je pak díky svrchní „čočce“ zakřiveno a dodáváno přímo do chloroplastů. Toto koncentrování světla do jednoho bodu má vedlejší efekt: při lomu světla se jeho část, která není přijata chloroplasty, odráží zpět do okolí a mísí s jejich zeleným světlem. Vzniká tak typické, smaragdově zelené záření.
Faktem potvrzující tuto adaptaci je pozorování, při kterém na epidermu prvoklíčků dřípovičníku, jež byly umístěny do světlého prostředí, nebyl zaznamenán vývoj buněk ve tvaru čoček, a tudíž nebyly schopny přijímat (a odrážet) světlo stejným způsobem.

## Zajímavosti
Na ostrově Hokkaidó v Japonsku je památník věnovaný tomuto mechu, kde hojně roste v malé jeskyni.
V anglicky mluvících zemích se druhu také říká dragon’s gold či goblin’s gold.